# Melese quadripunctata
Melese quadripunctata là một loài bướm đêm thuộc phân họ Arctiinae, họ Erebidae.